# 维拉弗兰卡城堡人
维拉弗兰卡城堡人是一個加泰羅尼亞文化和體育性的團體，其成立主要目的是推動具有傳統文化氣息的疊人塔運動。
為了響應佩内德斯（Vilafranca del Penedès，巴塞隆拿附近的小鎮）對疊人塔的強烈興趣，團體於1948年成立。這個加泰羅尼亞的傳統習俗始於18世紀，由華倫西亞的一項舞蹈「Ball de Valencians」演變而成。
時至今日，维拉弗兰卡城堡人有大概400名疊人塔的活躍成員，他們不分年齡，也沒有種族、宗教、性別或社會地位上的歧視。他們在疊人塔、民主價值、協力和團體精神上均擁有共同目標，希望不斷地超越自己，以及不斷領先於其餘對手的決心。團體總部為「Cal Figarot」，「Casa Via Raventós」，大樓位於佩内德斯市中心，專為疊人塔活動而設（譬如：高高的室內天花適合於冬天使用；而室外庭院則適合於春、夏和秋天使用。）
該團體是佩内德斯市內其中一個最重要的組織，多次代表加泰羅尼亞文化於海外表演。該團體有超過五百名官方支持者，也有一些來自公共及私人組織的支持。除了主辦及參與疊人塔展覽之外，該團體也舉辦其他文化活動，例如小型演唱會、詩集比賽、大型單車項目、骨牌錦標賽、食品展和專為小童而設的疊人塔訓練學校。
维拉弗兰卡城堡人一直以來對保存和傳揚加泰羅尼亞文化所貢獻的努力，已獲佩内德斯市認可，並獲授予「市勳章」，以及獲加泰羅尼亞政府頒贈「聖乔治十字」勳章。

## 歷史

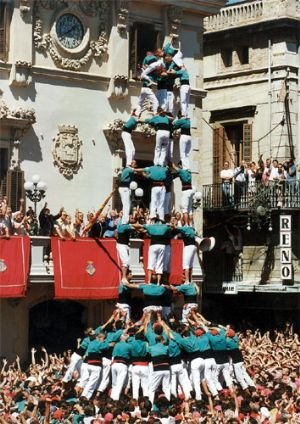
First cinc de nou amb folre descarregat of Castellers de Vilafranca

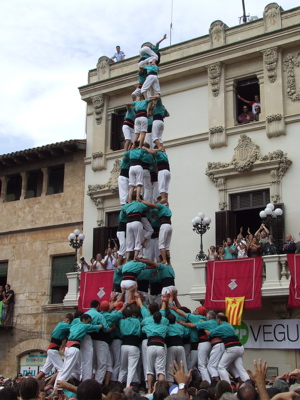
Quatre de nou amb folre i l'agulla (1/2), Castellers de Vilafranca

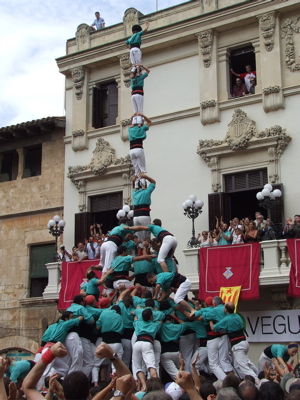
Quatre de nou amb folre i l'agulla (2/2), Castellers de Vilafranca

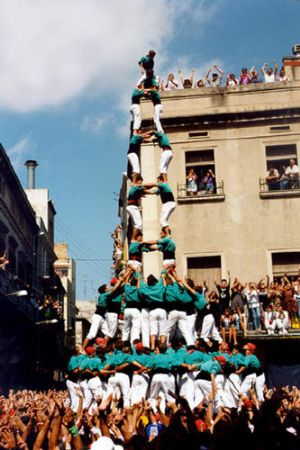
First torre de nou amb folre i manilles descarregada of Castellers de Vilafranca

「維拉弗蘭卡城堡人」文化團體於1948年9月由Oriol Rossell創立，他是第一個領袖／團隊技術總監（cap de colla）。團體成功叠出七層層塔，並跟其他城鎮的人塔團體建立了密切關係。第一個caps de colla是Oriol Rossell（1948-1952）和Ramon Sala（1953-1955）。團體原先穿著粉紅襯衣，其後改為穿起紅色襯衣。
在1956年，團體由於內部矛盾和分歧，幾乎停止所有活動。到1957年，團體從新組織起來，並選擇穿著綠色襯衣，直到現在為止，這個與眾不同的顏色仍被選用。由1957年1968年，七層塔樓是一個標準，而「cinc de set」就是當時的最高紀錄。而到1969年至1974年，團體得到大大改善，因而叠出第一座八層高塔樓的種類：「torre de Set」、「quatre de vuit」、「tres de vuit」、「pilar de sis」和「torre de vuit amb folre」。於1972年，團體更贏得每兩年舉辦一次的「Concurs de castells de Tarragona」，一個位於加泰羅尼亞南部塔拉戈納城的人塔比賽。在這幾年的領袖／團隊技術總監（caps de colla），分別是Josep Pedrol（1957-1959）、Carles Domènech（1960-1961）、Joan Bolet（1962-1963）、Gabi Martínez（1964-1969）、Lluís Giménez（1970-1973）；Gabi Martínez於1974年再次成為領袖／團隊技術總監。
於一九七五年，團體經歷了一次非常重大的內部改組：由一個非常個人化甚至近乎唯一的領袖方式「cap de colla」，改為以聯合方式管理疊人塔的技術。 在1981年，團體出現了更多的內部改動，決定了團員從此不能再以個人名義被支付，這引起團體分裂。由1975年至1982年，八層層塔雖然經常作表演，但當中常遇到困難。到1983年及1984年，團體重奪這項層塔的力量，並於1985年叠出第一個「cinc de vuit」。這項成就就是要証明團體正邁向令人難以忘記的九層層塔的里程碑。到1987年，第一個「tres」和「quatre de nou amb folre」（carregat）來臨；而到1989年，第一個「tres de nou amb folre」（descarregat）終於成功實現了。類似的佳績亦發生於1990年，如「quatre de nou amb folre」（descarregat）。1975年至1994年間的領袖／團隊技術總監是Carles Domènech。

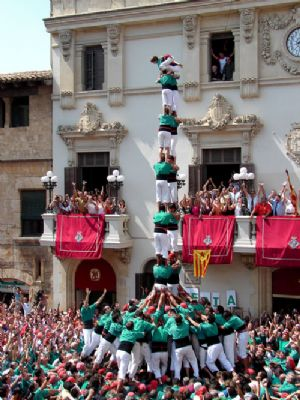
First torre de nou amb folre carregada in history, Castellers de Vilafranca

由1995年至2004年，團體處於他們最成功的時代。在這個時期，最高和最高難度的層塔都達到了，這包括：descarregats（完成並成功地瓦解）、torre de nou amb folre i manilles，pilar de set amb folre、pilar de vuit amb folre i manilles（是二十世紀的第一個）、quatre de vuit amb l’agulla（也是二十世紀的第一個），quatre de nou amb folre i l’agulla（在人塔歷史上的第一個）、cinc de nou amb folre和同時叠出tres and quatre de nou amb folre（在人塔歷史上的第一個和唯一一個）。除此之外，團體還有其他輝煌成績。至於層塔只有carregats（達到頂點但隨後倒塌了）：torre de vuit（是二十世紀的第一個）、quatre de nou和tres de deu amb folre i manilles（在人塔歷史上的第一個）。團體亦於1996、1998、2002、2004和2006年贏得德拉高拿城的人塔比賽（Tarragona Human Towers Competition）。2005年，Castellers de Vilafranca則完成了torre de nou amb folre，這是至今被認為難度最高的層塔。
Francesc Moreno Melilla由1995至2003年是領袖／團隊技術總監，而2004至2007年則由Lluís Esclassans擔任。David Miret於2007年12月被選為新的領袖／團隊技術總監。

## 組織

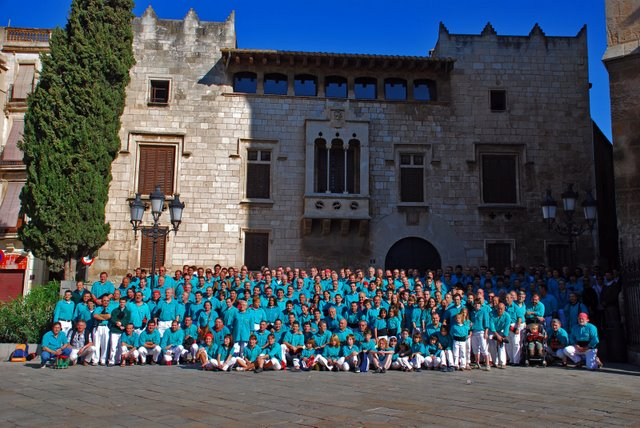
團隊照片

團體的管理層主要分為兩個部分：技術性（技術委員會，Technical Committee，或簡稱為la Tècnica）和行政方面（理事會，Board Committee）。
技術委員會是主理人塔各方面的的建築。cap de colla負有最大的責任，因為他是築塔方面的領袖。他有一支由副領袖（vice cap de Colla / sotscap de colla）和兩個技術顧問組成的團隊給予意見、支援和協助。 有賴於這個核心的另外三個團隊是：canalla team（負責塔上頂點的小童）、pinyes, folres and manilles team（負責第一、第二和第三層的基座），還有醫療團隊。他們每個團隊分別負責 後勤、技術資料和體能訓練。
理事會是負責團體內的行政事務，負責監督和管理團體的資產。理事會員主要職責是在對外的社區、傳媒及其他組織中作為團體的代表。於理事會內，主席有最大的職權；秘書長和另外五位副主席必須對他負責，而他們每人則專門負責某一個範圍的事宜：社會活動、財務部長、聯絡公共部門、維繫Cal Figarot，以及市場和傳媒。團體亦有三個顧問班子：國際關係、法律服務和資深理事會。

### 組織總部

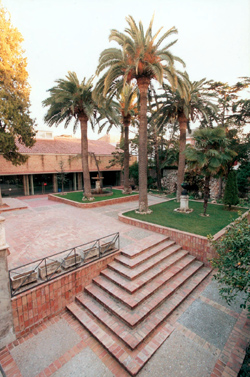
Yard of Cal Figarot, headquarters of Castellers de Vilafranca

Cal Figarot的庭院是維拉弗蘭卡城堡人的總部
Cal Figarot是團體的總部。這座新歌德式的大樓由August Font de Carreres於19世紀末建成，並於1983年被翻新。旁邊的倉庫於1998年被購入，所有樓宇均被修復以迎合團體的需求。倉庫內部的開放空間為600平方米。由二十世紀初開始，這座新歌德式大樓對於它優雅的風格和充滿精緻的裝飾而感到非常自豪。大樓內有不同的房間，如健身房、秘書長室、多用途開放空間及自助餐廳／餐廳。最重要、也是最精緻的是庭院，這是團體最常用的會議地方，亦是春、夏及秋季舉行訓練的好地方。

## 各地的Castellers de Vilafranca

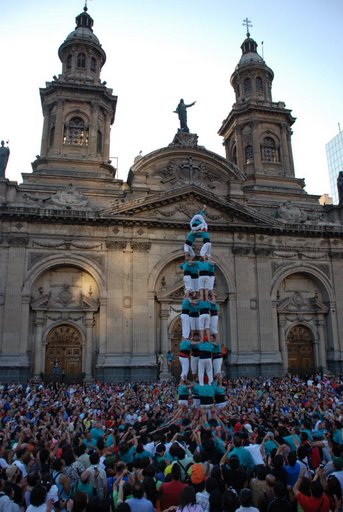
Quatre de vuit in Santiago de Chile, Castellers de Vilafranca

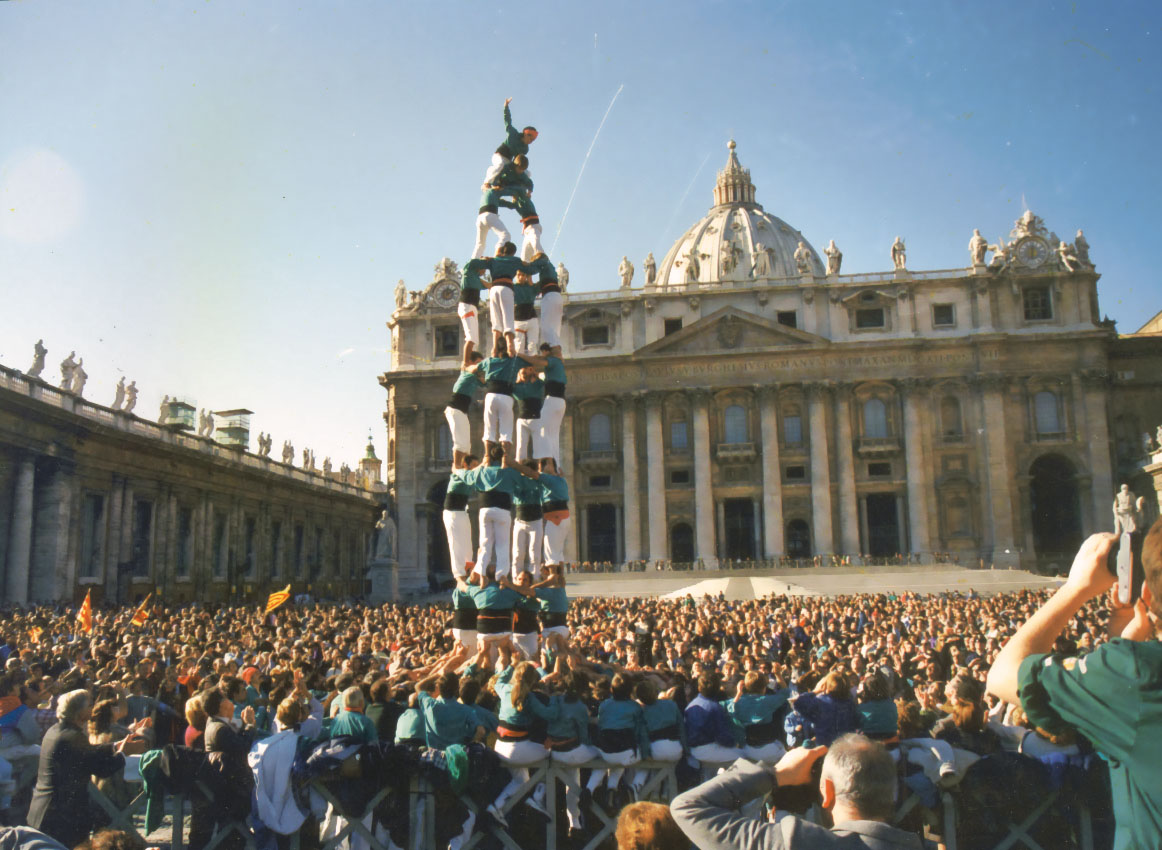
Quatre de vuit in Vatican City, Castellers de Vilafranca

Castellers de Vilafranca是一個非常國際化的人塔團體。他們所作的表演包括：
- 1973年，法國，於巴黎「人文報」節慶中。
- 1978年，瑞士，於日內瓦的Quinzena Catalana（加泰羅拿前夜）中。
- 1978年，意大利薩丁島，於阿爾蓋爾和薩薩里城鎮上表演。
- 1982年，葡萄牙，於里斯本、新特拉、艾斯特、孔布拉和波圖表演。
- 1984年，義大利，團體於比薩、西也耶、羅馬、梵蒂岡城和佛羅倫斯表演。
- 1987年，法國，貝塞爾。
- 1988年，在義大利，於比薩、梵蒂岡城和羅馬，為加泰隆尼亞千年慶祝會上表演。
- 1990年，於巴斯克地區，團隊於當地的巴加拉、安祖奧拉、蘇瑪拉加和厄力蘇表演。
- 1990年，義大利，於其北部：費爾特雷（派力奧）、尼西亞和美尼亞（於特志安那自治區）和威尼斯。
- 1991年，再次到法國，於土魯斯的沙丹納國際節和卡卡索表演。
- 1991年，在盧森堡和德國表演，於盧森堡城、莫爾斯、沃芬碧由特、漢諾威、柏林和法蘭克福表演。
- 1992年，於加泰隆尼亞日中的西維爾全球展覽92表演。
- 1993年，在聖地牙哥的康波斯特拉古城，於Xacobeo'93表演。
- 同年，團體到了以下五個國家作巡迴表演：法國（馬賽）、義大利（列柯，美蘇和柏加摩納）、 斯洛文尼亞（盧比亞納，波斯托納，奧圖息，新梅斯托和奇爾諾梅利）、奧地利（克拉根福）和摩納哥。
- 1993年，再次到法國的巴黎和庇卡底的布瓦。
- 1994年，第5次於義大利表演，所到之處包括威尼斯（嘉年華）和麥斯特；團體在本年還到了法國（維勒班和里昂）表演。
- 1994年，在荷蘭和比利時表演，所到之處包括阿姆斯特丹、恩斯赫德、阿爾頓、阿爾默洛、埃曼及布魯塞爾。
- 1995年，再次於巴斯克地區，圖德拉表演。
- 1996年，到丹麥的哥本哈根和何爾特。
- 同年，到法國的梅斯、荷蘭的馬斯垂克和比利時的布爾。
- 1999年，到亞拉岡的蘇巴的亞。
- 到比爾，佩内德斯市雙城。
- 2002年，到薩拉曼卡（西班牙中西部城市）。
- 2004年，於法國的敦克爾克表演。
- 2005年，於巴斯克地區的多諾斯迪亞和阿羅連奧表演。
- 2006年，於法國的史堤佛特表演。
- 2006年，再次於亞拉岡的班尼法節慶表演。
- 2007年，於德國法蘭克福的書展中表演。
- 2008年1月，於智利表演，這是加泰隆尼亞人塔團隊第一次於南半球的表演。

- Castellers de Vilafranca在1992年巴塞隆納所舉辦的第廿五屆奧運會開幕儀式中表演，這無疑是全球最多人收看的人塔表演。

- 團隊也在2007年佩内德斯市內，諾亞歌頓最後的小說《The bodega》的全球發佈會當中表演。

Castellers de Vilafranca亦把人塔的習俗傳到Països Catalans（傳統上，這是屬於加泰隆尼亞語地區）。
在加泰隆尼亞北部表演：六次於佩皮尼昂（包括1970、1977、1982年的佩皮尼昂阿勒岡聯合體育節慶 ，the Union Sportive des Arlequins Perpignanais, USAP，1989年的梅爾節慶， 以及1997和1998年）；1970年於土路告斯的和平節慶 ；1984年於科里烏爾；1986年於巴紐爾斯馬任達；1985、1988和1989年三次於乾弗林特城；1985年於聖米歇爾居扎修道院；1988年於普拉達乾弗林特的加泰隆尼亞夏季大學及城鎮；2002年於寶奧，加泰隆尼亞北部catalanitat第一次會議內。
- 四次於安道爾：1971年於恩坎普；1976年於安道爾城和聖胡利婭德洛里亞的加泰隆尼亞文化會議；1983年於萊塞斯卡爾德，同年再次於安道爾城，以及1985年於萊塞斯卡爾德。

- 華倫西亞地區的2次巡迴表演：第一次是1979年於里貝拉迪秀克，表演包括位於卡爾凱克森特，埃格里斯威維斯修道院，蘇加，古耶拉，阿爾美斯，和於夏蒂瓦雷蒙屋前的pilar de cinc（* 雷蒙是操加泰隆尼亞語的其中一位非常有名的資深藝術家）；而第二次是1981年，團隊於阿科伊、貝尼多姆和阿利坎特表演。最後，是於1985年卡爾凱克森特， 1993和2000年在阿爾美斯，2000年在卡斯特利翁的第十三屆語言節，羅尼拉幹和貝尼卡洛（在華倫西亞地區日）中表演。
- 1980年，於帕爾馬島的馬略卡和馬納科的一次巡迴演出，以及2001年於梅諾卡島。
- 1978年，阿爾蓋羅一次巡迴演出（前面已提及）。

## 參與德拉高拿城人塔比賽
團隊贏得以下Tarragona Human Tower Competition德拉高拿城人塔比賽（這項人塔比賽每兩年在加泰隆拿南部德拉高拿城舉辦）：
- 1972年，第七屆德拉高拿城人塔比賽
- 1996年，第十六屆德拉高拿城人塔比賽
- 1998年，第十七屆德拉高拿城人塔比賽
- 2002年，第十九屆德拉高拿城人塔比賽
- 2004年，第二十屆德拉高拿城人塔比賽
- 2006年，第二十一屆德拉高拿城人塔比賽
- 2008年，第二十一屆德拉高拿城人塔比賽

## 圖片集
在歷史上，Castellers de Vilafranca築成了大部分不同類型的人塔。以下圖表顯示一系列被團體築成的層塔，以及他們第一次築成carregat or descarregat的日期。

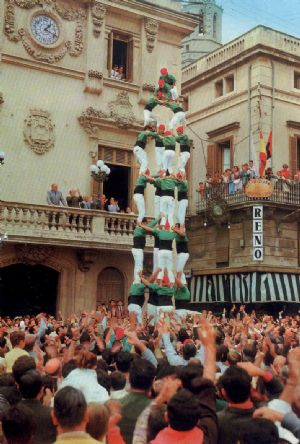
1969年12月10日︰Castellers de Vilafranca 的第一個quatre de vuit carregat。
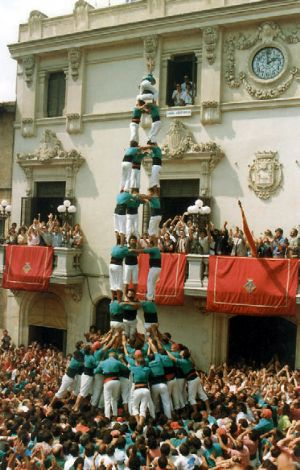
1989年8月30日︰Castellers de Vilafranca 的第一個tres de nou descarregat。
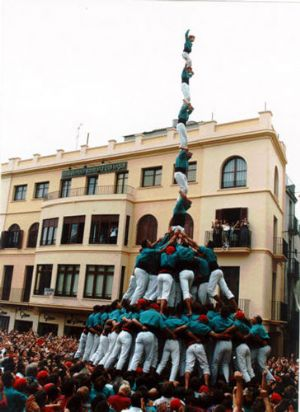
First pilar de vuit descarregat in human tower history, Castellers de Vilafranca, 28/09/1997
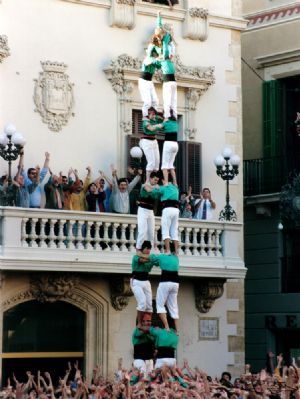
First torre de vuit carregada in human tower history, Castellers de Vilafranca, 1/11/1999
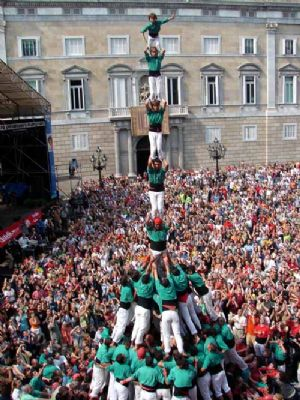
First pilar de vuit amb folre i manilles descarregat in Barcelona,  Castellers de Vilafranca, 25/09/2005
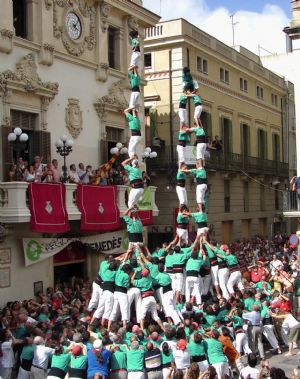
First torre de vuit amb folre and pilar de set amb folre descarregats simultaneously in human tower history, Castellers de Vilafranca, 31/08/2006
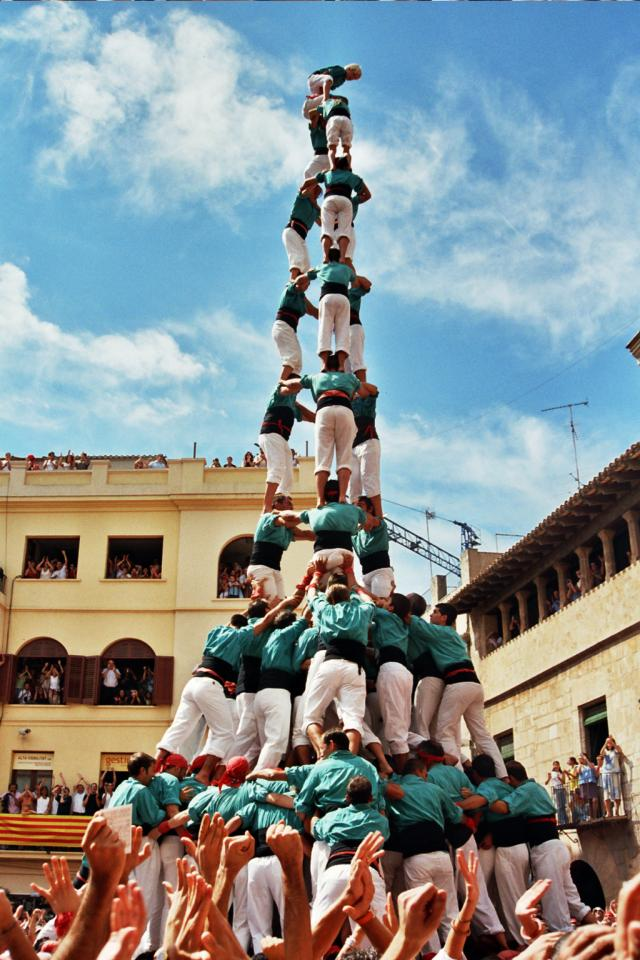
Tres de deu amb folre i manilles, by Castellers de Vilafranca
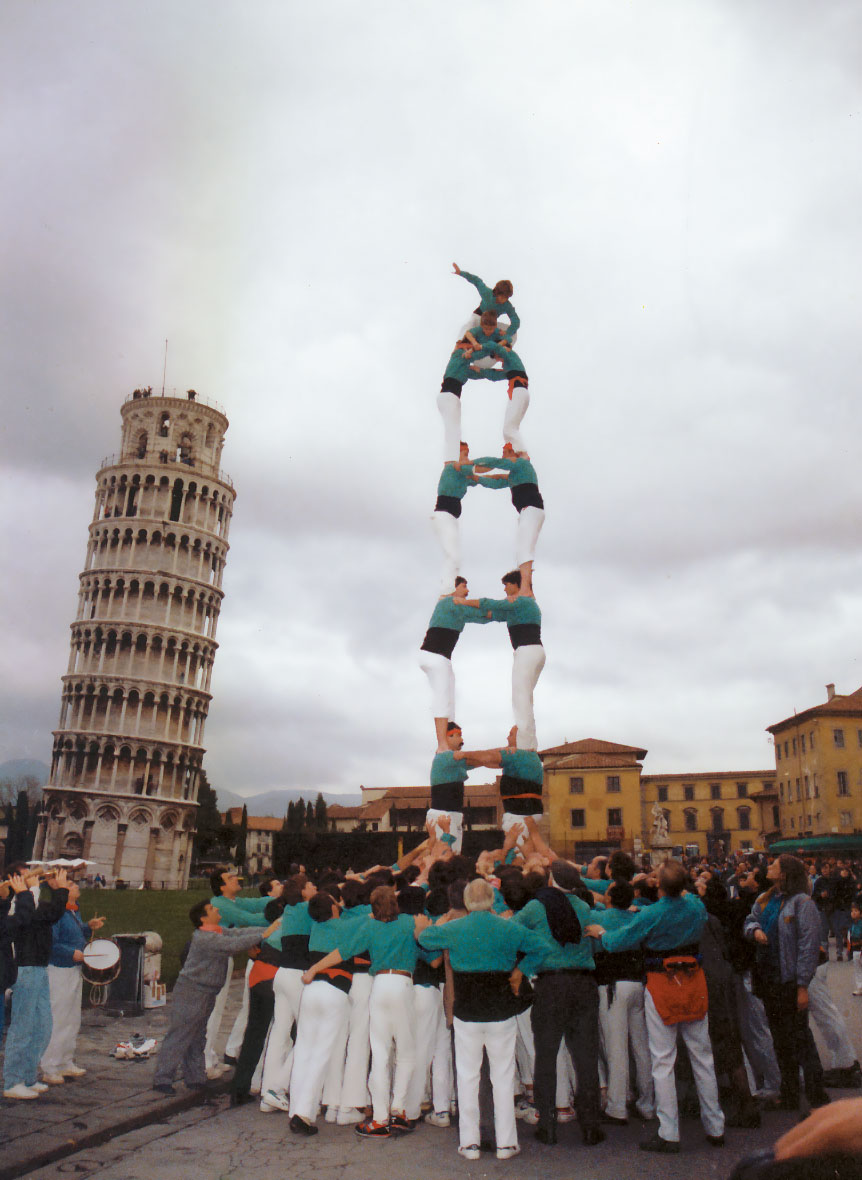
Torre de set in Pisa, Castellers de Vilafranca, 1988
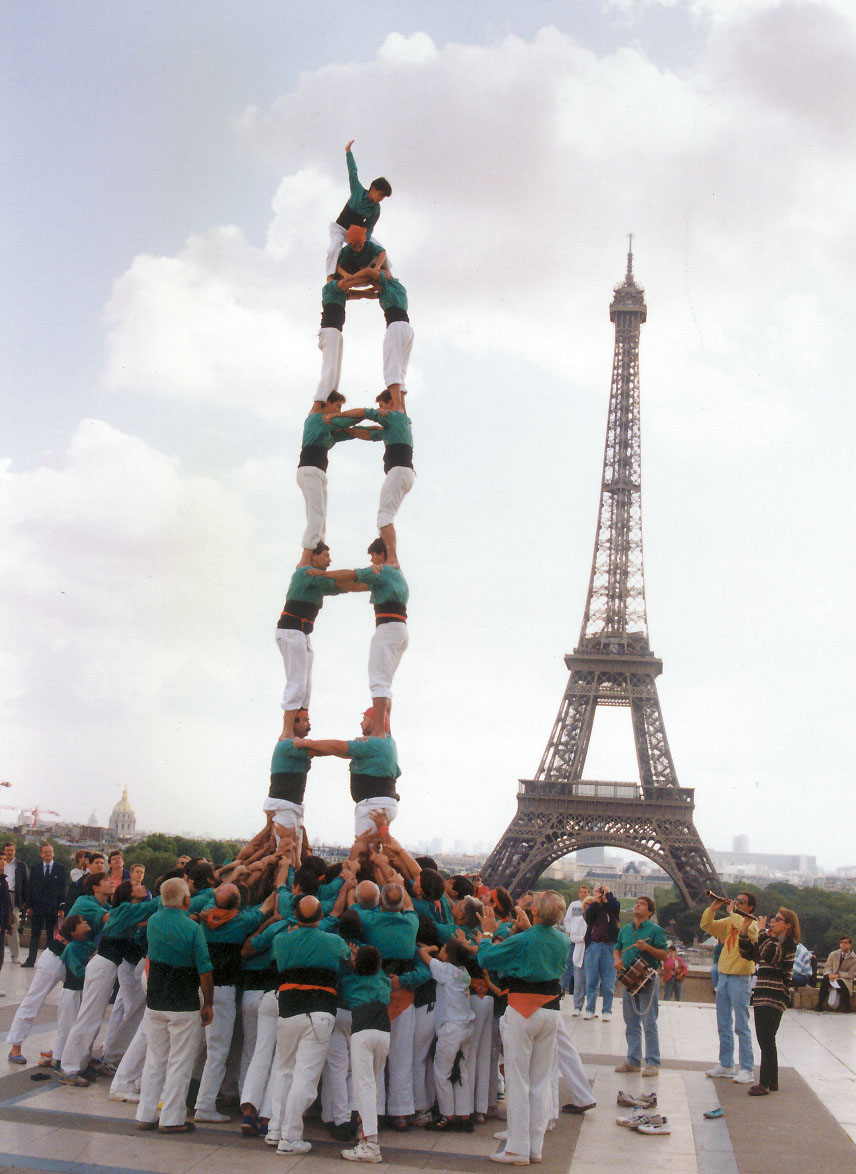
Torre de set in Paris, Castellers de Vilafranca, 1993
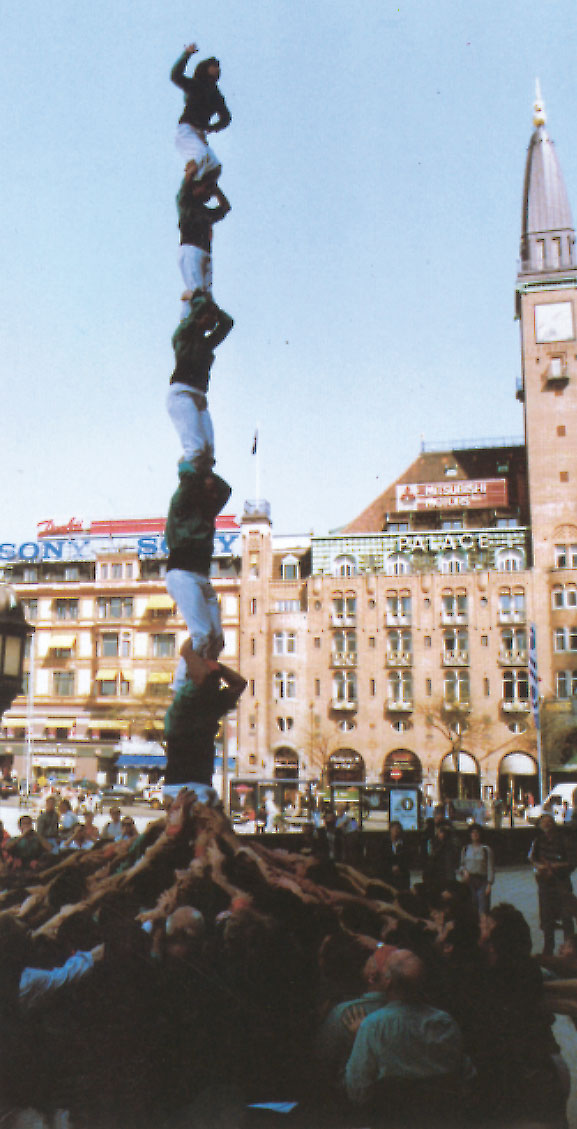
Pilar de sis in Copenhaguen, Castellers de Vilafranca, 1996